# JoJo
Joanna Noëlle Levesque (født 20. december 1990 i Brattleboro, Vermont, USA) kendt under kunstnernavnet JoJo og Joanna Levesque er en amerikansk pop- og R&B-sangerinde, sangskriver og skuespillerinde. 

## Opvækst
Levesques familie flyttede ofte, og hun har blandt andet været bosat i Keene, New Hampshire og Foxborough, Massachusetts. Hendes far, Joel Maurice Levesque, er blues-sanger og hendes mor, Diana Anne Blagden, sang i et kirkekor og arbejdede som vaskehjælper. Familien havde en relativ lav indtægt, og hendes forældre blev skilt, da Jojo var tre år. 
Levesques far var bosiddende i New Hampshire og Jojo har boet med sin mor i New Jersey siden hun fik succes.  
Levesques far døde d. 14. November 2015 som 60 årig, efter en lang kamp med et stofmisbrug 

## Gennembrud
Levesque fik første gang succes, som sanger i 2004.
Efter at have deltaget adskillige talkshows, gospelkoncerter  og optræden på TV første gang i showet America’s Most Talented Kids, spurgte studieproducer Vincent Herbert fra Blackground Records JoJo om hun ville til audition hos Blackground. Hun sagde ja, og under auditionen fortalte Barry Hankerson, at hans niece, Aaliyah, havde bragt JoJo til ham. Aaliyah havde tidligere optrådt hos flere producere inklusive danske Soulshock & Karlin. 
Levesques demo-cd Joanna Levesque, 2001, inkludere mange ældre R&B-klassikere som for eksempel Wilson Picketts 1966 Mustang Sally, Etta James’ 1989 It Ain't Always What You Do (It's Who You Let See You Do It), Aretha Franklins 1968 Chain of Fools and 1969 The House That Jack Built, The Moonglows 1956 See Saw, Stevie Wonders 1972 Superstition, og The Temptations 1975 Shakey Ground. Også de senere albums er præget af covernumre af gamle pop- og R&B-numre.

## Filmografi
| Produktionsår | Filmtitel                               | Rolle            | Originaltitel                           |
| ------------- | --------------------------------------- | ---------------- | --------------------------------------- |
| 2006          | Aquamarine                              | Hailey Cambridge | Aquamarine                              |
| 2006          | RV (Runaway Vacation)                   | Cassie Monroe    | R.V.'                                   |
| 2008          | True Confessions of a Hollywood Starlet | Morgan Carter    | True Confessions of a Hollywood Starlet |

## Diskografi

### Studiealbums
- 2004: JoJo
- 2006: The High Road
- 2009: All I Want Is Everything
- 2013: JoJo's wintitled third album
- 2016. Mad Love
- 2020. Good to know

### Singler
| År   | Single                              | Topplacering | Topplacering | Topplacering | Topplacering | Topplacering | Topplacering | Topplacering | Topplacering | Topplacering | Topplacering | Topplacering | Topplacering | Album                    |
| År   | Single                              | US           | UK           | AU           | DE           | FR           | IT           | NL           | SE           | CH           | IE           | NZ           | EU           | Album                    |
| ---- | ----------------------------------- | ------------ | ------------ | ------------ | ------------ | ------------ | ------------ | ------------ | ------------ | ------------ | ------------ | ------------ | ------------ | ------------------------ |
| 2004 | "Leave (Get Out)"                   | 12           | 2            | 2            | 9            | 12           | 9            | 4            | 30           | 5            | 3            | 2            | 2            | JoJo                     |
| 2004 | "Baby It's You" (featuring Bow Wow) | 22           | 8            | 16           | 15           | —            | —            | 34           | 50           | 14           | 13           | 3            | 33           | JoJo                     |
| 2005 | "Not That Kinda Girl"               | —            | —            | 52           | 85           | —            | —            | —            | —            | —            | —            | —            | —            | JoJo                     |
| 2006 | "Too Little Too Late"               | 3            | 4            | 10           | 30           | —            | 11           | 7            | 18           | 53           | 2            | 5            | 13           | The High Road            |
| 2006 | "How to Touch a Girl"               | 104          | —            | —            | —            | —            | —            | —            | —            | —            | —            | —            | —            | The High Road            |
| 2007 | "Anything"                          | —            | 21           | —            | —            | —            | —            | —            | —            | —            | 18           | —            | 52           | The High Road            |
| 2009 | "Touch Down"                        | -            | -            | -            | -            | —            | -            | -            | -            | -            | -            | -            | -            | All I Want Is Everything |